# Pablo Morillo
Pablo Morillo (Fuentesecas, província de Zamora, Espanya, 5 de maig de 1778 - Banhèras de Bigòrra, França, 27 de juliol de 1837) fou un militar i polític espanyol.
Alguns dels seus biògrafs asseguren que era gallec, perquè en una carta seva dirigida a Quiroga deia: «Tu, nascut, a més, com jo, en la bella Galícia» però així i tot, en els arxius consta com a natural de Fuentesecas. Pertanyent a una família humil, en la seva joventut fou pastor, assentant plaça als tretze anys, a Toro (Zamora), en el cos d'infanteria de marina, que llavors tenia una comissió per al reclutament de les seves forces en aquella vila. En aquest cos serví alguns anys com a soldat, caporal i sergent, assistí a diverses campanyes marítimes, distingint-se especialment en el setge de Toló contra els republicans francesos, i més encara, en dos combats navals: la batalla del cap de Sant Vicent i la memorable batalla de Trafalgar, en la qual, a més de rebre diverses ferides, salvà una bandera que havia caigut al mar.

## Ascendit a oficial
Quan esclatà el moviment nacional contra Napoleó, el seu batalló formà part de l'exèrcit del general Castaños, en el qual la infanteria de marina es comportà valerosament, i per la seva brillant conducta en la batalla de Bailèn, fou ascendit a oficial (1808) i passà a l'exèrcit de terra. Llavors tenia trenta anys i només era tinent, però abans de complir els quaranta havia assolit les més elevades graduacions.
Primer tingué el comandament d'una guerrilla en la província de Múrcia, després passà a Galícia, i portà a terme tals proeses, que el 1809 va rebre el grau efectiu de coronel, de manera que en un any havia aconseguit quatre ascensos. El 1811 ja era general, i servint a les ordres del general Castaños a Extremadura, rebé d'aquell el comandament d'un exèrcit i amb ell la missió d'ocupar la plaça de Valencia de Alcántara, que portà a terme amb tanta audàcia com rapidesa. El 28 d'octubre del mateix any contribuí eficaçment a la brillant victòria d'Arroyo de Molinos, en la qual els francesos foren perseguits per Morillo fins al port de Quebradas. A principis del 1812 realitzà una profitosa expedició a la Manxa, derrotant l'invasor en diversos punts, i després continuà les seves operacions a Extremadura, ascendint el mateix any a general de divisió. El maig de 1813 s'incorporà a l'exèrcit anglo-hispànic de Wellington, i aquest mateix mes infligí una sagnant derrota als francesos a la vora del riu Tormes. En la cèlebre batalla de Vitòria, emprengué la lluita atacant als francesos amb la seva divisió, i en acabar aquella campanya ja era tinent general i un dels cabdills més reputats de l'exèrcit espanyol.

## Campanya americana
El rei Ferran VII, que coneixia la vàlua personal de Morillo i el seu seny i encert per a la direcció de les tropes, li donà el comandament d'un exèrcit destinat a combatre els rebels d'Amèrica, i el 1815 embarcà vers els dominis espanyols, emportant-se amb ell, entre altres bons oficials, a Ricafort Palacín qui més tard seria l'autor del text del Conveni de Bergara, i Francisco Linage, els quals mantingueren sota el seu comandament una heroica i brillant campanya, malgrat que enfosquida per diversos actes de crueltat.
De l'illa Margarita, on perdé 1.500 homes, passà a Veneçuela i posà setge a Cartagena, que resistí heroicament tres mesos, malgrat tenir queviures només per a mes i mig, morint de fam més de 5.000 defensors. De Veneçuela passà a Colòmbia i s'apoderà de la capital, que també li oposà una resistència increïble, per la qual cosa, irritat, portà a terme tant sagnants represàlies que el país sencer es revoltà en la seva contra.
Vencedor de Puente el febrer de 1816, fou derrotat pels patriotes americans a Ocaña, agreujant-se més encara la situació en apoderar-se Bolivar de l'illa Margarita; per això els espanyols es varen veure obligats a sortir de Santa Fe de Bogotà. Però, vençut Bolívar a Cachiri, Morillo va recuperar de bell nou la capital, establint llavors Bolívar el seu Govern provisional a Barcelona. El maig de 1817 les hosts de Morillo foren derrotades per les de l'americà Arismendi, però no tardà a reaccionar el cabdill espanyol que, desembarcant a l'illa Margarita, atacà amb ímpetu a Porlamar (capital de l'illa), s'apoderà d'aquesta per assalt, passà a ganivet a tota la seva guarnició i després, retrocedint, va assolir Mariño, al que derrotà a la vora del riu Cariaca.
L'any següent portà a terme campanyes importants, i fou ferit greument en la batalla de Coro. Amb diverses alternatives se sostingué a Amèrica fins que signà la treva de Trujillo (26 de novembre de 1820), sent admirable, com diu un escriptor francès, «l'habilitat amb què va saber mantenir-se durant cinc anys en el cor d'un país enemic, al capdavant d'un petit nombre d'homes, separat d'Espanya per grans mars i rebent molt pocs socors.»

## Retorn a Espanya

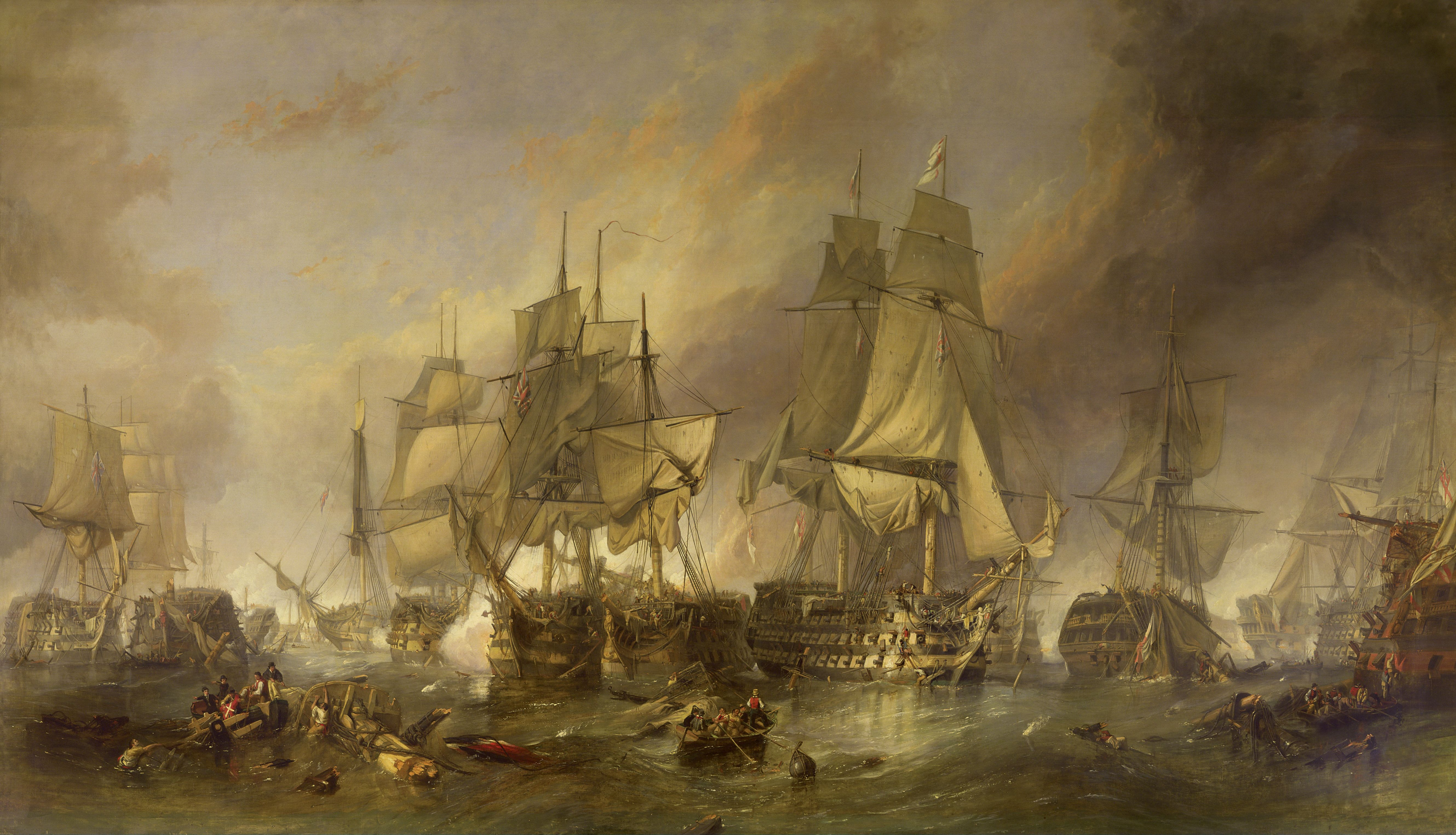
Quadre de la batalla de Trafalgar on destacà el valor de Morillo

Al seu retorn se li concedí el títol de comte de Cartagena i poc de temps després el de marquès de la Puerta, i en iniciar-se en la Península el moviment constitucional, primer abraçà la causa absolutista i fou nomenat governador militar de Madrid, però portat per les seves conviccions o, segons altres, per la seva conveniència, prengué partit pels constitucionals què, malgrat acollir-lo amb cert recel, l'anomenaren capità general de Madrid.
El 4 de febrer de 1822 va salvar d'una mort certa el comte de Toreno i Martínez de la Rosa, els quals al sortir del Congrés foren escomesos pel poble, que es retirà davant la ferma i decidida actitud d'en Morillo.
L'1 de juliol del mateix any fou nomenat coronel de les guàrdies espanyoles i valones, i el 7 es va batre pels carrers de la capital contra els absolutistes; poc després, fou desterrat de Madrid. Quan l'expedició dels Cent Mil Fills de Sant Lluís (1823), fou posat al front del 4t Cos d'Exèrcit, i es trobava a Lugo en establir-se el Govern a Cadis: Morillo protestà per la destitució del rei i es negà a reconèixer el Govern nomenat per les Corts, organitzant llavors una Junta governativa composta pel bisbe de Lugo, pels presidents de cadascuna de les tres Diputacions provincials d'Ourense, la Corunya i Vigo, i d'altres personatges, a la qual informà de la situació.

## Invasió de Galícia
Sent imminent l'aparició d'un exèrcit invasor a Galícia, entaulà negociacions amb el general Bourke, i signà amb aquest un armistici, en virtut del qual serien respectades les persones i les propietats, no es perseguiria ningú per les seves idees polítiques i es reconeixerien els seus graus a tots els caps i oficials. Quiroga, que havia reconegut en un principi l'autoritat de Morillo, no acatà l'armistici concertat i es disposà al compliment d'aquest, rebent llavors una carta de Morillo. A mitjan 1823 reconegué el Govern absolutista de Madrid, però a causa de la seva equívoca conducta, no inspirava confiança a ningú. Al retornar Ferran VII emigrà a França, tornant a Espanya el 1832 per encarregar-se de la Capitania General de Galícia.
En iniciar-se la Primera Guerra Carlina comandà un exèrcit contra els partidaris de Carles, i poc de temps després es traslladà a prendre les aigües de Banhèras, on morí als 59 anys, després de 46 de serveis ininterromputs.

Deixà diversos escrits, entre ells 
| « | <Manifiesto que hace a la nación espanyola el teniente general don Pablo Morillo, conde de Cartagena, marqués de la Puerta y general en jefe del ejercito expedicionario de Costa Firme, con motivo de las calumnias é imputacions atroces i falses publicades contra su persona el 21 y el 28 del mes de abril último en la "Gaceta de la Isla de León", bajo el nombre de Enrique Somoyar (Caracas,. f. Y Madrid, 1821).> | » |

Memorias relativas á los principales acontecimientos de las campañas de América, traduïdes al francès per Blosseville (París, 1826).